# Rugvica
Rugvica é uma vila e município da Croácia localizado no condado de Zagreb.

## Localidades
O município de Rugvica é composto de 23 localidades (população no censo de 2001 entre parênteses):
| - Čista Mlaka - 488 - Črnec Dugoselski - 193 - Črnec Rugvički - 77 - Donja Greda - 118 - Dragošička - 409 - Hrušćica - 168 - Jalševec Nartski - 558 - Ježevo - 453 - Nart Savski - 213 - Novaki Nartski - 71 - Novaki Oborovski - 261 - Obedišće Ježevsko - 131 | - Oborovo - 722 - Okunšćak - 442 - Otok Nartski - 210 - Otok Svibovski - 233 - Preseka Oborovska - 162 - Prevlaka - 95 - Rugvica - 758 - Sop - 446 - Struga Nartska - 451 - Svibje - 443 - Trstenik Nartski - 506 |

## Demografia
De acordo com o censo de 2001, 95,93% da população é composta por croatas.